# Przyrów
Przyrów – miasto w Polsce, położone w województwie śląskim, w powiecie częstochowskim, siedziba miejsko-wiejskiej gminy Przyrów. Leży nad rzeką Wiercicą. 
Przyrów uzyskał lokację miejską w 1369 roku. Został pozbawiony praw miejskich 31 maja 1870 i włączony do nowo utworzonej gminy Przyrów w powiecie częstochowskim. W latach 1870–1954 siedziba wiejskiej gminy Przyrów, 1954–1972 gromady Przyrów, a od 1973 reaktywowanej gminy Przyrów. W latach 1975–1998 należał administracyjnie do województwa częstochowskiego. 1 stycznia 2024 odzyskał status miasta.
Przyrowski rynek wykazał się najwyższym (po Koszycach) stopniem miejskości w badaniach naukowych nad morfologią miast zdegradowanych reformą carską z 1869–1870.

## Historia
Przyrów został założony jako miasto 15 marca 1369 r. na terenie wsi Komorów przez Jakuba Rechickiego z Nagłowic jako miasto królewskie przez Kazimierza Wielkiego na prawie średzkim. W XV-XVII w. nastąpił znaczny rozwój miasta i wzrost liczby mieszkańców, ale w latach 1655-1660 miał miejsce upadek w wyniku najazdu szwedzkiego (zniszczono ok. 70% zabudowy) i rokoszu Lubomirskiego. Spadek znaczenia Przyrowa był też skutkiem zmiany przebiegu głównej drogi z Krakowa do Wielkopolski.  Pozbawiony praw miejskich w 1870 r. dekretem cara Rosji Aleksandra II z 13 lipca wraz z 15 innych miastami guberni piotrkowskiej.
Od końca XVIII w. Przyrów zamieszkiwała społeczność żydowska (w 1857 - 954 osób, czyli 43 proc. mieszkańców; w 1921 - 802, około 32 proc.). Istniała synagoga i cmentarz. Wśród Żydów była grupa chasydów, związanych z Lelowem. W 1940 r. Niemcy utworzyli w Przyrowie obóz pracy, w którym zgromadzili ponad 800 Żydów. 18 września 1942 r. wszystkich wywieziono do getta w Koniecpolu, skąd 7 października trafili do obozu zagłady w Treblince i zginęli.
8 stycznia 1945 r. wieś została spacyfikowana przez oddział własowców pod dowództwem SS. Zamordowali oni 43 osoby, a zabudowania spalili. W latach 1975–1998 miejscowość administracyjnie należała do województwa częstochowskiego.
21 października 2022 r. rada gminy jednogłośnie przyjęła uchwałę o podjęciu działań zmierzających do nadania Przyrowowi statusu miasta. Na przełomie 2022 i 2023 r. rozpoczęły się konsultacje społeczne nad zmianą statusu gminy wiejskiej na miejsko-wiejską. 1 stycznia 2024 roku Przyrów odzyskał prawa miejskie i stał się czwartym miastem powiatu częstochowskiego.
W styczniu 2023 r. do rejestru zabytków wpisano drewnianą wieżę strażacką przy ul. Częstochowskiej 7a, pochodzącą z lat 1949–1950.